# Гилберт и Салливан
Гилберт и Салливан — театральное сотрудничество викторианской эпохи либреттиста Уильяма Гилберта (1836—1911) и композитора Артура Салливана (1842—1900). В период с 1871 по 1896 год они создали четырнадцать комических опер, которые часто упоминаются как оперетты, среди которых наиболее известными являются «Корабль Её Величества „Пинафор“», «Пираты Пензанса» и «Микадо».
Гилберт создал причудливые сюжеты этих опер, в которых всё «шиворот-навыворот» (англ. topsy-turvy), где каждый абсурд доводится до логического конца: феи вращаются в обществе британских лордов, флирт является преступлением, гондольеры претендуют на монарший престол, а пираты оказываются заблудившимися аристократами. Салливан, который был младше Гилберта на 6 лет, внёс вклад своей музыкой, легко запоминающимися мелодиями, которые передают и юмор и пафос.

## Начало
Гилберт начал писать в период, когда театр в Британии имел плохую репутацию. В своём инновационном подходе к драматургии он следовал за Томасом Уильямом Робертсоном, и уже в первых комических операх, написанных для Томаса Германа Рида, смог сделать представления благопристойным развлечением.
Салливан, имевший репутацию одного из самых талантливых английских композиторов, был известен как автор нескольких крупных музыкальных произведений, в том числе балета «Зачарованный остров» (1864). В 1866 году он обратился к жанру комической оперы, написав «Cox and Box».
Гилберт и Салливан были официально представлены друг другу композитором Фредериком Клеем в 1870 году, на репетиции второй постановки музыкального представления «Ages Ago» на музыку Ф. Клея и либретто У. Гилберта, за год до первой совместной работы.

## История сотрудничества
В 1871 году композитор Салливан вступил в сотрудничество с драматургом, поэтом и либреттистом Уильямом Гилбертом. Их первая совместная опера «Феспиc» (партитура этой оперы сейчас утрачена) рассказывала о легендарном древнегреческом поэте; в сюжете участвовали мифологические герои и олимпийские боги. Опера большого успеха не имела, и сотрудничество прекратилось: Салливан вернулся к симфонической музыке, а Гилберт снова взялся за пьесы для драматического театра.
Однако вскоре на их пути появился антрепренёр, владелец театра Савой Ричард Д’Ойли Карт, который снова свёл Салливана с Гилбертом и убедил их написать ещё одну комическую оперу — «Суд присяжных» — пародию на заседание английского суда по делу о нарушении брачного обещания. Эта опера, поставленная в театре Савой в 1875 году, имела большой успех. Для Салливана этот успех имел и печальное последствие: отец его невесты Рэйчел — богатый судовладелец Ричард Рассел — отказал ему в руке своей дочери, поскольку, как он объяснил, он хотел иметь своим зятем серьёзного композитора, а не опереточного фигляра. Рэйчел отказалась выйти замуж против воли отца, и композитор на всю жизнь остался холостяком, хотя о его любовных победах ходили легенды.
С оперы «Суд присяжных» началось 25-летнее содружество Гилберта и Салливана, в результате которого было написано четырнадцать опер. К 1880 году оперы «Корабль Её Величества „Пинафор“» и «Пензанские пираты» были популярны уже не только в Англии, но и в Америке. А в 1882 году Д’Ойли Карт организовал тур по США Оскара Уайльда — фактически для сопровождения высмеивавшей его оперы Гилберта и Салливана «Пейшенс»
Все оперы Гилберта и Салливана были впервые поставлены в театре Савой и поэтому получили название «Савойских опер».

## Парадоксальное содружество

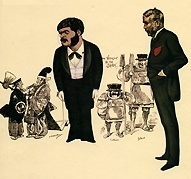
Гилберт и Салливан, карикатура из журнала «Vanity Fair» за 1881 г.

По свидетельству современников, содружество Гилберта и Салливана производило странное впечатление, настолько они были разные. Гилберт был огромного роста человек с бешеным темпераментом, который постоянно со всеми ссорился и судился со своими издателями, литературными агентами и т. д. Напротив, Салливан — невысокий, хрупкий, всегда изящно одетый и изысканно вежливый — был душой любого общества, кумиром женщин и всеобщим любимцем. Все годы, что продолжалось их сотрудничество, Гилберт и Салливан постоянно ссорились друг с другом (обычно по вине Гилберта). Самая крупная ссора — из-за постановочных расходов на оперу «Гондольеры» (1889) — продолжалась почти три года, но Д’Ойли-Карт сумел их снова свести и помирить, и после этого Гилберт и Салливан сочинили вместе ещё две свои последние оперы: «Утопия — с ограниченной ответственностью» (1893) и «Великий герцог» (1896).
В 1900 году Салливан скончался от болезни лёгких. Гилберт пережил его на одиннадцать лет и умер в возрасте 74 лет от сердечного приступа, когда он бросился в озеро спасать тонувшую женщину: он вытащил её на берег, но сердце не выдержало — у него произошёл инфаркт, которого он не пережил.
Парадоксальным было это содружество, и парадоксом стала посмертная известность Гилберта и Салливана. Салливан видел себя прежде всего автором величественных симфоний, ораторий и большой оперы «Айвенго» (1890) по роману Вальтера Скотта, с успехом шедшей в лондонском «Ковент-Гардене»; и он не желал, чтобы его имя связывали с опереточной буффонадой. А Гилберт считал себя прежде всего серьёзным драматургом и поэтом (он написал и поставил на сцене ряд пьес и выпустил несколько сборников стихов), а вовсе не автором опереточных либретто. Оба они не хотели запомниться потомкам по своим, как они считали, несерьёзным, малозначительным произведениям.

## Популярность комических опер
В англоговорящих странах оперы Гилберта и Салливана чрезвычайно популярны — эту популярность можно сравнить с популярностью Штрауса и Кальмана в Австрии или Оффенбаха во Франции. В Лондоне и провинциальных театрах Англии практически всегда идёт та или иная опера Гилберта и Салливана. Кроме того, в Англии имеется труппа «Д’Ойли-Карт» (по имени импресарио знаменитого дуэта), которая ставит только эти оперы. Оперы целиком либо отрывки из них часто ставят и самодеятельные театры Англии — например, школьные театры, или специальные самодеятельные коллективы, носящие название «Общества Гилберта и Салливана». Поклонниками опер Гилберта и Салливана были, например, балетмейстер Сергей Дягилев и композитор Игорь Стравинский; Дягилев даже для собственного удовольствия переводил песни из опер на русский язык. Популярность Гилберта и Салливана нашла своё отражение даже в художественной литературе: так, в романе Дж. К. Джерома «Трое в лодке» присутствует эпизод, в котором один из главных героев пытается исполнить на званом вечере песню из оперы «Суд присяжных», а помешавшийся робот Спиди в рассказе Айзека Азимова «Хоровод» из цикла «Я, робот» цитирует сразу несколько произведений Гилберта и Салливана.
В 1999 году британский режиссёр Майк Ли снял про Гилберта и Салливана художественный фильм Кутерьма, получивший большое количество наград и номинаций на различных фестивалях.

## Список опер Гилберта и Салливана
| Русское название                                            | Оригинальное название                                  | Дата премьеры   |
| ----------------------------------------------------------- | ------------------------------------------------------ | --------------- |
| Феспис                                                      | Thespis; or, The Gods Grown Old                        | 26 декабря 1871 |
| Суд присяжных                                               | Trial by Jury                                          | 25 марта 1875   |
| Чародей                                                     | The Sorcerer                                           | 17 ноября 1877  |
| Корабль Её Величества «Пинафор»                             | H.M.S. Pinafore; or, The Lass That Loved a Sailor      | 25 мая 1878     |
| Пираты Пензанса, или Раб долга                              | The Pirates of Penzance; or, The Slave of Duty         | 31 декабря 1879 |
| Пейшенс, или Невеста Банторна                               | Patience; or, Bunthorne's Bride                        | 23 апреля 1881  |
| Иоланта, или Пэр и пери                                     | Iolanthe; or, The Peer and the Peri                    | 25 ноября 1882  |
| Принцесса Ида, или Замок Адамант                            | Princess Ida; or, Castle Adamant                       | 5 января 1884   |
| Микадо, или город Титипу                                    | The Mikado; or, The Town of Titipu                     | 14 марта 1885   |
| Раддигор, или Проклятие ведьмы                              | Ruddigore; or, The Witch’s Curse                       | 22 января 1887  |
| Йомены гвардии, или Весельчак и его девушка                 | The Yeomen of the Guard; or, The Merryman and his Maid | 3 октября 1888  |
| Гондольеры, или Король Баратарии                            | The Gondoliers; or, The King of Barataria              | 7 декабря 1889  |
| Утопия с ограниченной ответственностью, или Цветы прогресса | Utopia, Limited; or, The Flowers of Progress           | 7 октября 1893  |
| Великий герцог, или Законная дуэль                          | The Grand Duke; or, The Statutory Duel                 | 7 марта 1896    |

## Переводы на русский язык
В настоящее время на русский язык переведено несколько комических опер Гилберта и Салливана:
- «Пираты Пензанса», «Микадо», «Гондольеры», перевод Георгия Бена[20].
- «Суд присяжных», перевод Юрия Димитрина[21].